# Margherita d'Angoulême
Margherita d'Angoulême (Angoulême, 11 aprile 1492 – Odos-en-Bigorre, 21 dicembre 1549) è stata una scrittrice e poetessa francese.
Fu principessa di Angoulême, duchessa di Alençon e poi regina di Navarra. Era figlia di Carlo di Valois, conte di Angoulême, e di Luisa di Savoia, e quindi sorella del re di Francia Francesco I.

## Biografia
Margherita crebbe alla corte di Luigi XII, dove ricevette un'educazione molto accurata impartita da Jean Paradis, che le insegnò, tra le altre cose, ben sette lingue. Era molto amata da suo fratello Francesco I che, quando salì al trono, le accordò la facoltà di proteggere molti poeti, umanisti e anche quella fazione del clero che anelava ad una riforma della Chiesa cattolica; grazie a questo suo mecenatismo, la sua corte fu tra le più brillanti del Rinascimento.
Sposò nel 1509 il duca Carlo IV d'Alençon, ma ne rimase vedova nel 1525 e si risposò nel 1527 con Enrico d'Albret, re di Navarra.
Francesco I era solito chiedere consiglio proprio alla sorella su questioni politiche sia nazionali sia estere, tant'è che dopo la disfatta di Pavia del 1525 toccò proprio a Margherita recarsi presso la corte di Carlo V per negoziare la liberazione del fratello. Il suo prestigio l'aveva fatta notare anche al papa Adriano VI, che desiderava usufruire dei suoi servigi per risanare le dispute tra i principi cristiani.
Fu sempre sostenitrice degli evangelici del cosiddetto "cenacolo di Meaux", Guillaume Briçonnet e Jacques Lefèvre d'Étaples, i quali desideravano una riforma della Chiesa cattolica non traumatica. Tra questi evangelici si distinse Michel d'Arande, che approfittò della sua nomina a vescovo di Saint-Paul-Trois-Châteaux per propagare la loro dottrina; per questa ragione fu sostituito da Gérard Roussel. Questo non scoraggiò Margherita, che aveva esteso la sua protezione anche ai riformatori Louis de Berquin ed Étienne Dolet; nel 1530 insediò Lefèvre d'Étaples a Nérac; pubblicò essa stessa un trattato spirituale chiaramente influenzato dal cenacolo di Meaux, Miroir de l'âme pécheresse (Specchio dell'anima peccatrice), nel 1531.
Iniziò così l'avvicinamento al pensiero protestante, specialmente dopo la pubblicazione del suo Dialogue (Dialogo) nel 1524, dove faceva sua la teoria della giustificazione per grazia, ma non accolse mai le tesi di Calvino, anche se mantenne un rapporto epistolare sia con lui sia con Filippo Melantone. Questo suo atteggiamento le procurò il biasimo dei dottori della Sorbona e, nel 1533, i professori del collegio di Navarra scrissero un testo teatrale che la descriveva come una donna settaria e visionaria e i suoi scritti furono accolti in malo modo. Comunque sia, nei suoi feudi di Alençon e di Bourges rimanevano attivi centri di diffusione della nuova dottrina; la corte di Nérac continuava ad accogliere un gran numero di letterati. Fu grazie a lei che il poeta Clément Marot, messo in prigione con un'accusa irrisoria, poté essere scagionato.
Nel frattempo fece abbellìre il castello di Pau, ornandolo di deliziosi giardini, dotò gli ospedali di Alençon e di Mortagne-au-Perche e nel 1534 fondò a Parigi l'ospedale degli Enfants-Rouges destinato agli orfani.
La fine della sua vita fu oscurata dalla scelta di Francesco I di adottare una politica repressiva, tant'è che essa non riuscì ad impedire il supplizio di Étienne Dolet e l'esilio di Marot. Non riuscì a materializzare la sua visione, cioè di unire cattolici e protestanti prima della rottura definitiva. Nel 1546 scrisse una raccolta di racconti leggeri d'evasione basata sul Decamerone di Boccaccio, l'Heptaméron, che fu pubblicata postuma nel 1558 – 1559, e un libro di poesie, Les Marguerites de la Marguerite des princesses (Le Margherite della Margherita delle principesse), oltre a commedie profane e ad una tetralogia sul tema del mistero della Natività, titolata Comédies bibliques.
Si spense nel castello di Odos a Tarbes il 21 dicembre 1549, due anni dopo la dolorosa scomparsa del fratello; la sua salma fu tumulata, insieme alle altre dei re di Navarra, nell'allora chiesa cattedrale di Lescar.

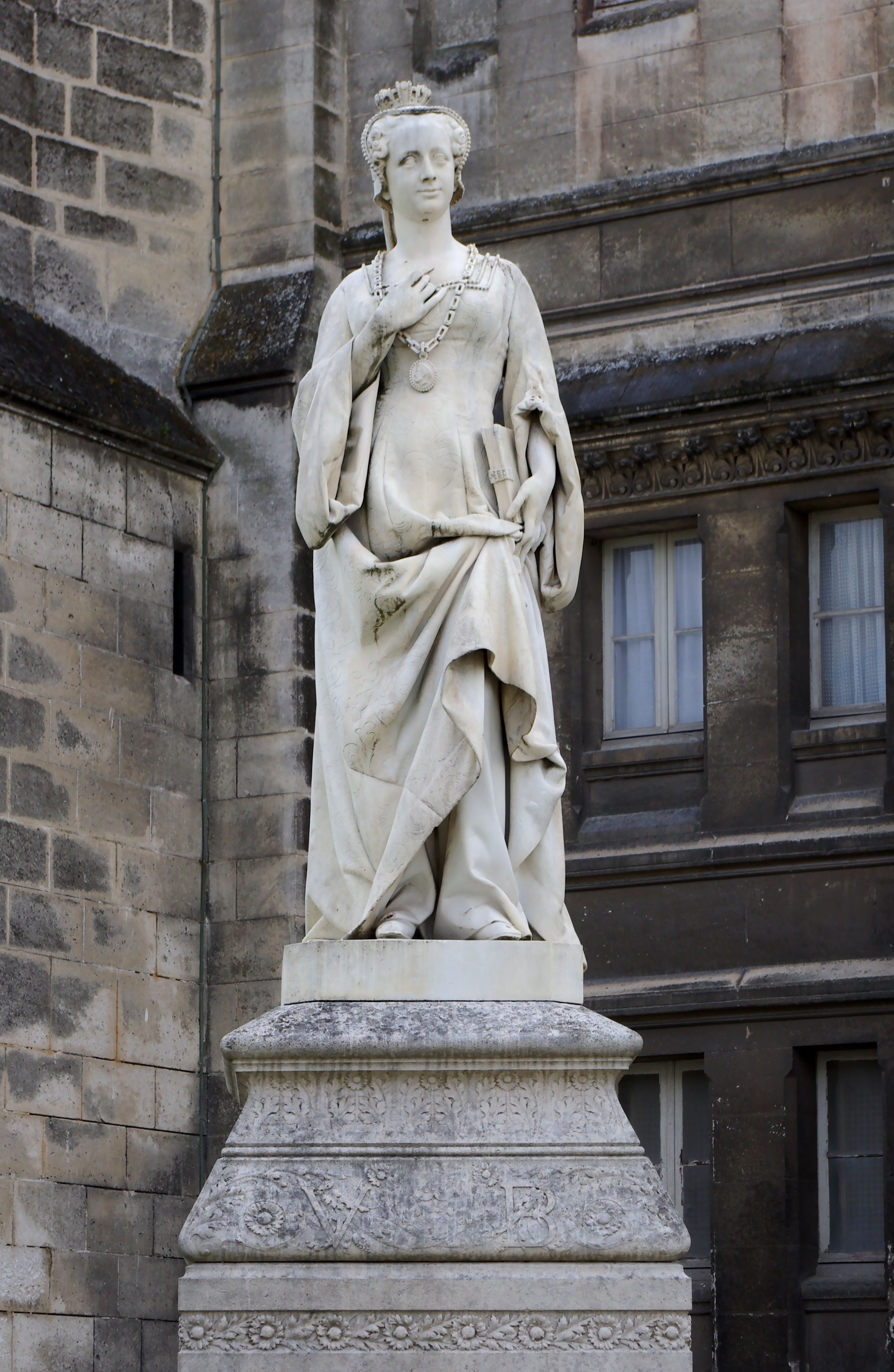
Statua in marmo di Marguerite d'Angoulême, di Jacques Joseph Emile Badiou la Tronchère (XIX secolo), nei giardini del municipio di Angouleme

## Discendenza
Da Enrico, Margherita ebbe:
- Giovanna (1528-1572), che ereditò i possedimenti del padre e fu la madre di Enrico IV di Francia;
- un figlio morto giovane.

## Ascendenza
|                                |                    |                        | Genitori                |  |  | Nonni |  |  | Bisnonni        |  |  | Trisnonni          |  |
|                                |                    |                        |                         |  |  |       |  |  | Luigi di Valois |  |  | Carlo V di Francia |  |
|                                |                    |                        |                         |  |  |       |  |  | Luigi di Valois |  |  | Carlo V di Francia |  |
|                                |                    | Giovanna di Borbone    |                         |  |  |       |  |  | Luigi di Valois |  |  |                    |  |
| Giovanni di Valois-Angoulême   |                    |                        |                         |  |  |       |  |  | Luigi di Valois |  |  |                    |  |
|                                |                    | Valentina Visconti     | Gian Galeazzo Visconti  |  |  |       |  |  |                 |  |  |                    |  |
|                                |                    | Valentina Visconti     | Gian Galeazzo Visconti  |  |  |       |  |  |                 |  |  |                    |  |
|                                |                    | Valentina Visconti     | Isabella di Valois      |  |  |       |  |  |                 |  |  |                    |  |
| Carlo di Valois-Angoulême      |                    | Valentina Visconti     |                         |  |  |       |  |  |                 |  |  |                    |  |
|                                |                    | Alain IX di Rohan      | Alain VIII di Rohan     |  |  |       |  |  |                 |  |  |                    |  |
|                                |                    | Alain IX di Rohan      | Alain VIII di Rohan     |  |  |       |  |  |                 |  |  |                    |  |
|                                |                    | Alain IX di Rohan      | Beatrice di Clisson     |  |  |       |  |  |                 |  |  |                    |  |
| Margherita di Rohan            |                    | Alain IX di Rohan      |                         |  |  |       |  |  |                 |  |  |                    |  |
|                                |                    | Margherita di Bretagna | Giovanni IV di Bretagna |  |  |       |  |  |                 |  |  |                    |  |
|                                |                    | Margherita di Bretagna | Giovanni IV di Bretagna |  |  |       |  |  |                 |  |  |                    |  |
|                                |                    | Margherita di Bretagna | Giovanna di Navarra     |  |  |       |  |  |                 |  |  |                    |  |
| Margherita d'Angoulême         |                    | Margherita di Bretagna |                         |  |  |       |  |  |                 |  |  |                    |  |
|                                | Ludovico di Savoia | Amedeo VIII di Savoia  |                         |  |  |       |  |  |                 |  |  |                    |  |
|                                | Ludovico di Savoia | Amedeo VIII di Savoia  |                         |  |  |       |  |  |                 |  |  |                    |  |
|                                | Ludovico di Savoia | Maria di Borgogna      |                         |  |  |       |  |  |                 |  |  |                    |  |
| Filippo II di Savoia           | Ludovico di Savoia |                        |                         |  |  |       |  |  |                 |  |  |                    |  |
|                                |                    | Anna di Lusignano      | Giano di Cipro          |  |  |       |  |  |                 |  |  |                    |  |
|                                |                    | Anna di Lusignano      | Giano di Cipro          |  |  |       |  |  |                 |  |  |                    |  |
|                                |                    | Anna di Lusignano      | Carlotta di Borbone     |  |  |       |  |  |                 |  |  |                    |  |
| Luisa di Savoia                |                    | Anna di Lusignano      |                         |  |  |       |  |  |                 |  |  |                    |  |
|                                |                    | Carlo I di Borbone     | Giovanni I di Borbone   |  |  |       |  |  |                 |  |  |                    |  |
|                                |                    | Carlo I di Borbone     | Giovanni I di Borbone   |  |  |       |  |  |                 |  |  |                    |  |
|                                |                    | Carlo I di Borbone     | Maria di Berry          |  |  |       |  |  |                 |  |  |                    |  |
| Margherita di Borbone-Clermont |                    | Carlo I di Borbone     |                         |  |  |       |  |  |                 |  |  |                    |  |
|                                |                    | Agnese di Borgogna     | Giovanni di Borgogna    |  |  |       |  |  |                 |  |  |                    |  |
|                                |                    | Agnese di Borgogna     | Giovanni di Borgogna    |  |  |       |  |  |                 |  |  |                    |  |
|                                |                    | Agnese di Borgogna     | Margherita di Baviera   |  |  |       |  |  |                 |  |  |                    |  |
|                                |                    | Agnese di Borgogna     |                         |  |  |       |  |  |                 |  |  |                    |  |

## Omaggi poetici e letterari
La regina fu in contatto epistolare con il poeta Matteo Bandello. Mentre questi si trovava ospite (1538-1541) a Castel Goffredo della corte del marchese Aloisio Gonzaga, scrisse a Margherita una lettera, datata 20 luglio 1538, dedicandole la traduzione dell'Ecuba di Euripide e la Novella XIX della Quarta parte (1554).